# نیکولا هوفمانووا
 نیکولا هوفمانووا (انگلیسی: Nikola Hofmanova؛ زادهٔ ۳ فوریهٔ ۱۹۹۱) یک تنیس‌باز اهل اتریش است.